# Shahrinaw kommune
Shahrinaw Kommune el. Nohiyai Shahrinaw (tadsjikisk: Ноҳияи Шаҳринав, farsi: ناحیهٔ شهرنو; russisk: Шахринавский район) er en kommune (distrikt) beliggende i Karotegin-provinsen i det vestlige Tadsjikistan. Mod vest grænser den op til Tursunzade Kommune, mod nord til Usbekistan, mod øst til Hisor Kommune, mod syd til Rudaki Kommune. Shahrinaw Kommunes forvaltningssæde er Shahrinaw (alternative stavemåder: Shahrinaw / Shahrinav / Schachrinaw / Sjahrinav).

## Naturgeografi
Shahrinaw kommune gennemskæres af en af Tadjikistans hovedfærdselsårer, landevej M41 fra landets hovedstad Dushanbe, som ligger 30 kilometer derfra, og videre mod Usbekistan via Tursunzade (Tursunzoda). Vejen, som er tosporet, er tit skueplads for færdselsulykker. Nord for landevejen er området bjergrigt grundet Gissar-bjergkæden, og kommunens nordspids er fredet og indgår i naturreservatet Shimkent Nationalpark. De fleste indbyggere bor langs den landevej M41 og syd herfor i den frugtbare Gissar-dal (Hissor).

## Kulturgeografi
Kommunen er inddelt i mindre politiske enheder, nogenlunde svarende til dansk sogn (fra før kommunalreformen af 1. april 1970), hver med sin "sognerådsformand". Ved valget til parlamentet Majlis 28. februar 2010 vandt regeringspartiet et stort flertal i kommunen, som leverede valgkredsens eneste parlamentsmedlem. Valget i 2010 i Shahrinaw kommune var for øvrigt kendetegnet ved store uregelmæssigheder, herunder valgfusk, i lighed med forholdene i de fleste andre af Tadsjikistans kommuner.
Økonomien er baseret altovervejende på landbrug, omend der findes nogen industri, f.eks. brændes der vodka i kommunen.
En betydelig del af kommunens indbyggere er etniske usbeker, og tadsjikkisk-usbekisk tosprogethed er almindelig. Af fremmedsprog er russisk udbredt grundet den sovjetiske fortid og en lille russisksproget minoritet i kommunen, men det er af vigende vigtighed. Fremmedsprog af vesteuropæisk herkomst står på skoleskemaet, men er i praksis stort set ukendte.
Den dominerende religion er islam. I forhold til resten af landet er Shahrinaw forholdsvis frugtbart med dertil hørende højere befolkningstæthed.
38°42′N 68°25′Ø / 38.7°N 68.42°Ø